# Razlitje nafte v elektrarni Jiyeh
Razlitje olja v elektrarni Jiyeh je okoljska katastrofa, ki jo je povzročilo razlitje nafte v vzhodno mediteransko morje. Zaradi konflikta med Izraelom in Libanonom, so izraelske zračne sile 14 in 15 julija 2006 izvedle bombni napad. Bombardiranje je zadelo naftne rezervoarje v mestu Jiyeh, 30 kilometrov južno od Bejruta v Libanonu. Iz poškodovanih tankerjev je v vzhodno mediteransko morje izstelko 30.000 ton nafte. Izlita nafta je ustvarila 170 kilometerski oljni madež in ogrozila Turčijo in Ciper. Madež je pomoril ribe in ogrozil življenjski habitat ogroženih morskih želv in verjetno povečal možnosti rakavih obolenj. 
Zgodnja poročila so primerjala obseg razlitja nafe iz tankerja Exxon Valdez. Vendar so kasnejše ocene ugotovile, da je razlitje v Jiydehu za kar 30.000 ton nafte večje od 42.000 ton razlitja Exxon Valdez. Od 150 do 170 kilometrov obale je bilo povsem prizadete, kar je znatno več kot pa 2.100 kilometrov obale pri izlitju Exxon Valdez. Po besedah libanonskega ministra za okolje Jakuba Sarraf, so izraelski gliserji preprečili gasilcem, da pogasijo požar v skladiču v elektrarni Jiyeh, ki je nato gorel kar 10 dni. Hkrati pa je izraelska mornarica preprečila Libanonskim in mednarodnim funkcionarjem, da ustrezno ocenijo obseh škode in razlitja. 

## Posledice
Razlitje je prizadelo eno tretjino Libanonske obale. Plaže in skale so bile prikrite s črnim blatom vse do Byblosa, severno od Bejruta in se razprostriral vse do južnega dela Sirije. Oljni madež je ubil ribe in ogrožal ogrožene vrste zelenih morskih želv , kot tudi ogroženo vrsto morskih želv vrste logger head.
31. julija je Okoljski program združenih narodov izrazil resno zaskrbljenost nad onesnaženostjo zraka in obale (10 milj). Ocenili so, da bi oljni madež lahko dosegel tudi 35.000 ton nafte. Regijski pomorski center Regional Marine Pollution Emergency Response Centre (REMPEC) z Malte je libanonski vladi poročal, da so majhne količine madežev dosegle Sirsko obalo na severu države. UNEP je kasneje omilil svoje ocene in potrdil, da ne bo daljši posledic. Že leta 2007, le leto po razlitju, je UNEP objavil poročilo, ki je nakazovalo redne pojave človeških stresorjev. Ocenili so, da so posledice čiščenja madeža zaradi fekalnih odplak, vožnje z motornimi čolni in drugimi človeškimi aktivnostmi povzročili večji stres na libanonski pomorski habitat kot pa razlitje nafte. Poročilo je tudi nakazovalo, da so odpadki iz začasnega skladišča odpadkov med čiščenjem še edina posledica, ki ni bila odpravljena.
Libanonski okoljski minister je povedal,  da se je do sedaj, v libanonsko morje izlilo med 20.000 in 30.000 nafte. Ocenil je tudi skrb nad dejstvom, da so se do takrat največje okoljske katastrofe zgodile na odprtem morju, ta katastrofa pa je prizadela priobalno območje. Ne smemo si zatiskati oči, če ne storimo ničesar, morski tokovi proti severu ne bodo prizadeli le Libanonske obale pač pa tudi Ciper, Sirijo, Turčijo, Grčijo in tudi Izrael. Rastlinski in živalski svet sta resno ogrožena in določenim vrstam grozi izumrtje. Prosil sem Anglijo, Italijo, Španijo in Združene države, te države so doživele podobne katastrofe, ta tehnično pomoč, ker sami ne zmoremo; je še povedal okoljski minister Yacub Sarraf. 

## Mednarodni odziv
- Kuvajt je poslal 40 ton snovi za zgoščevanje oljnega madeža in produktov za vpijanje okolja.
- Izrael je štiri tedne zaviral oceno in odpravo škode, medtem pa nadaljeval z bombardiranjem[8]

## Združeni narodi
Združeni Narodi so, s 170 glasovi za in 6 proti, sprejeli resolucijo (Avstralija, Kanada, Izrael, Maršalovi otoki, Palau in Združene države so glasovale proti), da Izrael prevzame odgovornost za nastalo škodo in kompenzacijo stroškov odpravljanja okoljske škode in obnove pomorskega okolja.
Na drugem zasedanju komiteja združenih narodov,  ko so obravnavali predlog resolucije, so Združene države Amerike pojasnile svoje nasprotovanje resoluciji. Menili so, da gre za enostransko in nesprejemljivo rešitev, medtem ko je Kanada menila, da generalna skupščina združenih narodov ni primerna za razpravljanje pravne in škodne odgovornosti  za nastalo škodo in njeno odpravo. Izrael je nasprotoval umiku mnenja, da Hezbolah nosi vso odgovornost za nastali konflikt. Po njihovem mnenju Hezbolahovi teroristi prestopajo legalno mejo z Izraelom kjer pobijajo in ugrabljajo izraelske vojake. Ob tem dodajajo, da je Hezbollah kriv za pol milijona dreves in 52.000 arov gozda, ki so zgoreli zaradi raketnih napadov; 25 izraelskih zgradb cementa in azbesta, ki so bile porušene in povzročili onesnaženost 20.000 kvadratnih kilometrov površja in za posledice raketnega napada na objekt za zgoščevanje fekalnih odplak v Tzafatu. Združeni narodi so ocenili, da stroški čiščenja razlitja nafte, v smislu gospodarske škode storjene Libanonu in stroški čiščenja znašajo 203 milijone ameriških dolarjev. Izrael je zavrnil zahtevo za kakršenkoli zahtevek za povračilo. Posledično sta se decembra 2007 ponovila razprava in glasovanje. Avstralija, Kanada, Maršalovi otoki, Nauru, Palau in Združene države amerike so ponovno glasovale proti resoluciji, da naj Izrael prevzame odgovornost. V zagovor je izraelski ambasador opozoril nato, da se ne omenja okoljskih katastrof v Izraelu (pol milijona dreves), in tudi celotnega vzroka konflikta (Prečkanja izraelskih meja in ugrabljanje vojakov s strani Hezbolaha). Menil je, da je to dokaz, da je resolucija politična demonizacija.

## Medijska podpora
Dokumentarec Hadya Zaccaka z naslovom The Oil Spill in Lebanon je osvojil prvo nagrado na Evropskem in Mediteranskem filmskem festivalu na TV morja. 

## Čistilne akcije
Ob pomoči mnogih donatorjev in neprofitnih organizacij je Libanonsko okoljsko ministrstvo izvedlo številne čistilne akcije. Vključno s pravnimi akcijami, kot so zahtevki za povračilo škode, kar je pokrivala Generalna skupščina združenih narodov. Do danes Izraelska vlada ni kompenzirala nastale škode. Na zahtevek za odškodnino ne odgovarjajo. Cilj čistilnih akcij je obvladovati okoljsko katastrofo z zbiranjem sredstev za čiščenje. Skupni znesek donacij znaša 2.919,400 dolarjev. Čiščenje sta financirali Japonska preko UNDP in Norveška preko Higher Relief Commission v Libanonu. Stroški čiščenja so, v letih 2006 in 2007, znašali 1.835.587 dolarjev. Čistilne akcije so zajemale pomol Dalieh Fishermen in tri mesta med Jadro in Ras al Saadiyat, in tri mesta med kraji Jieh in Bejrut. Opazovali so tudi obalo južno in severno od Libanona ter pomorski priobalni pas. Večje opazovanje so opravili tudi med južnim mestom Tyre in severno mejo Libanona. To so opravili med novembrom in decembrom leta 2008, opazovanje pa je financirala Mednarodna razvojna agencije kanadske vlade. Akcija je potekala  je preko UNDP, koordiniralo in tehnično nadziralo pa jo je okoljsko ministrstvo Libanona. Po dolgem pričakovanju so združeni narodi septembra 2009 objavil ugotovitve opazovanj in merjenj. Manjše in predkončne čistilne akcije so, pod nadzorom okoljskega ministrstva libanonske vlade, stekle na okoli 12 različnih mestih ob libanonski obali, v skupni dolžini 7,5 kilometrov. 
Projekt čiščenja odpadkov je stekel z namenom zbiranja in odvažanja materialov iz obale v začasna skladišča. Zadnje poročilo Združenih narodov je bilo objavljeno 7. Avgusta 2009. To je bilo zadnje uradno poročilo Generalne skupščine združenih narodov. Generalna skupščina je ustanovila fundacijo Eastern Mediterranean Oil Spill Restoration, kjer se zbirajo sredstva donatorjev. Sredstva so namenjena podpori in pomoči državam, ki so utrpele direktno škodo. Financirajo se ekološko upravljanje z morjem in morskimi bitji,  čiščenje, zbiranje odpadkov na obalah, ki so nastale zaradi uničenja naftnih cistern v elektrarni Jieh v Libanonu.

## Zunanji viri:
Jiyeh oil spill Arhivirano 2017-01-06 na Wayback Machine.
Ministrstvo za okoljeLibanon uradna stran za razlitje nafte